# بلوف (فیلم ۲۰۲۵)
بلوف (به انگلیسی: The Bluff) یک فیلم اکشن و درام تاریخی آمریکایی آماده اکران به نویسندگی مشترک فرانک ای. فلاورز و جو بالارینی است که فلاورز نیز کارگردانی را بر عهده دارد. پریانکا چوپرا، کارل اربن، اسماعیل کروز کوردووا، سافیا اوکلی-گرین و ودانتن نایدو در این فیلم به ایفای نقش پرداخته‌اند.

## داستان
در قرن نوزدهم در دریای کارائیب، یک زن دزد دریایی سابق (چوپرا) باید از خانواده‌اش محافظت کند که گذشته‌اش به او برسد.

## ساخت
تصویربرداری اصلی در ژوئن ۲۰۲۴ در استرالیا آغاز شد و در اوایل اوت ۲۰۲۴ به پایان رسید.